# トレッビア川

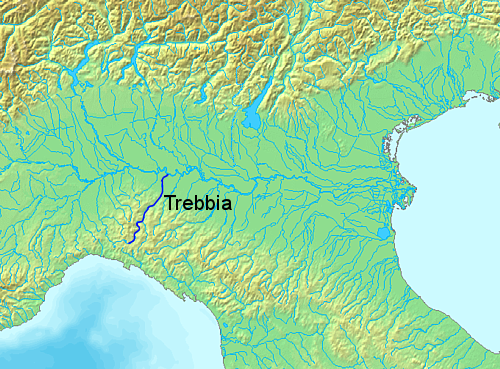
トレッビア川の流路

トレッビア川（トレッビアがわ、Trebbia）は、イタリア北部のリグーリア州およびエミリア＝ロマーニャ州を流れる約115kmの川で、ポー川の左岸支流である。

## 地理
リグーリア州ジェノヴァ県のアペニン山脈にあるプレラ山（Monte Prelà）に源を発する。ピアチェンツァ県のオットーネ、ボッビオ、Perino（コーリ所属）、リヴェルガーロの町を北東に流れ、ポー平原に出る。さらに北東に流れ、San Nicolò（ロットフレーノ所属）とピアチェンツァの間で、ポー川の左岸に合流する。
トレッビア川の平均流量は、エミリア＝ロマーニャ州の川の中で最も多く、その大半は支流であるアヴェート川からのものである。
上流のトレッビア渓谷はアペニン北部では最も長い谷であり、多くの旅行者とカヌーやカヤック、ラフティングなど水上スポーツの熱中者が訪れる。

## 歴史
この川の岸に沿って2回の戦闘が行われている。最初は紀元前218年のトレビアの戦いで、ハンニバルのカルタゴ軍が、執政官ティトゥス・センプロニウス・ロングス率いるローマ軍を倒し、1799年の戦闘ではフランス革命戦争時、ロシアのアレクサンドル・スヴォーロフ将軍が、ジャック・マクドナルド率いるフランス軍を破っている。